# Jared Cannonier
Jared Christopher Cannonier (Dallas, Texas; 3 de marzo de 1984) es un artista marcial mixto estadounidense que actualmente compite en la categoría de peso mediano en Ultimate Fighting Championship. Desde el 11 de junio de 2024, Cannonier se encuentra en la posición #5 en el ranking de peso mediano de UFC.

## Carrera en artes marciales mixtas

### Carrera temprana
Cannonier comenzó su carrera amateur de artes marciales mixtas a principios de 2011, ganando sus dos primeras peleas por nocaut. En junio de 2011, hizo su debut profesional en las MMA en Alaska. Peleó esporádicamente durante los próximos cinco años, acumulando un récord de 7-0.

### Ultimate Fighting Championship

#### 2014
En octubre de 2014, se anunció que Cannonier había firmado con el UFC. En su debut, se enfrentó a Shawn Jordan en una pelea de peso pesado en UFC 182 el 3 de enero de 2014. Perdió la pelea por nocaut en la primera ronda.

#### 2016
Después de una ausencia de 18 meses, Cannonier regresó para enfrentar a Cyril Asker el 10 de abril de 2016 en UFC Fight Night: Rothwell vs. dos Santos. Derrotó a Asker por nocaut tras una combinación de codazos y golpes. La victoria también le valió a Cannonier su primer premio a la Actuación de la Noche.
En su tercera pelea por el ascenso, Cannonier bajó una categoría de peso a la división de peso semipesado. Se enfrentó a Ion Cuțelaba el 3 de diciembre de 2016 en The Ultimate Fighter 24 Finale. Ganó la pelea por decisión unánime. Tras el combate, recibió su segundo premio de bonificación consecutivo, ya que él y Cuțelaba recibieron el premio a la Pelea de la Noche.

#### 2017
Cannonier se enfrentó a Glover Teixeira el 11 de febrero de 2017 en UFC 208. Perdió la pelea por decisión unánime.
Se esperaba que Cannonier se enfrentara a Steve Bossé el 7 de julio de 2017 en The Ultimate Fighter 25 Finale. Sin embargo, Bossé fue retirado de la pelea pocos días antes del evento y fue reemplazado por el debutante Nick Roehrick. Ganó la pelea por TKO en la tercera ronda.
Se esperaba que Cannonier se enfrentara a Antônio Rogério Nogueira el 16 de diciembre de 2017 en UFC on Fox 26. Sin embargo, el 19 de octubre, se anunció que Nogueira fue retirado de la tarjeta después de que la USADA le notificara una posible violación de dopaje. Cannonier se enfrentaría a Jan Błachowicz en su lugar. Perdió la pelea por decisión unánime.

#### 2018
Cannonier se enfrentó a Dominick Reyes el 19 de mayo de 2018 en UFC Fight Night 129. Perdió la pelea por TKO en la primera ronda.
Se esperaba que Cannonier se enfrentara a Alessio Di Chirico en una pelea de peso mediano el 17 de noviembre de 2018 en UFC Fight Night 140. Sin embargo, se informó el 19 de octubre de 2018 que Cannonier se enfrentaría a David Branch en UFC 230. Ganó la pelea por nocaut técnico en la segunda ronda. Tras el combate, recibió el premio por la Actuación de la Noche.

#### 2019

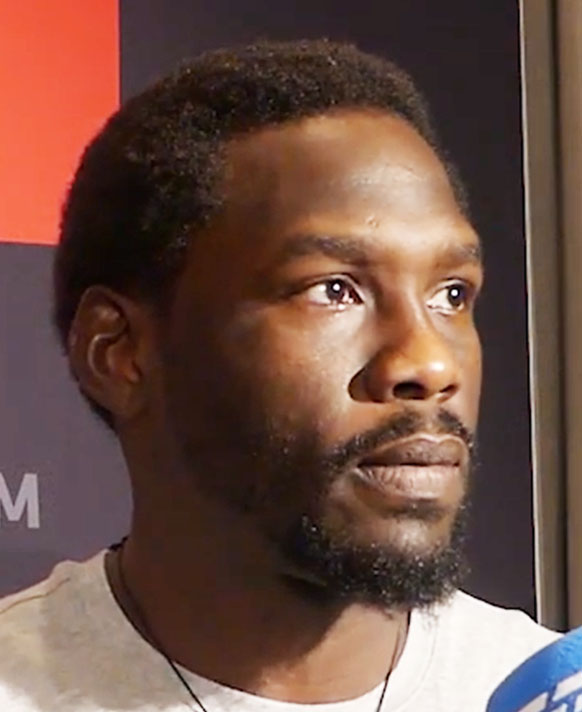
Cannonier en 2019

Cannonier se enfrentó al ex campeón de peso mediano de UFC, Anderson Silva, el 11 de mayo de 2019 en UFC 237. Ganó la pelea por TKO en la primera ronda después de que una patada en la pierna derecha de Silva le impidió continuar.
Cannonier se enfrentó a Jack Hermansson el 28 de septiembre de 2019 en el evento principal de UFC on ESPN+ 18. Ganó la pelea a través de un TKO de segunda ronda. Tras salir victorioso, Cannonier recibió su tercer premio por la Actuación de la Noche.

#### 2020
Cannonier estaba programado para enfrentarse al ex Campeón de Peso Medio de UFC Robert Whittaker el 7 de marzo de 2020 en UFC 248.
Cannonier estaba programado para servir como un luchador de respaldo para la pelea del Campeonato de Peso Medio de la UFC entre Israel Adesanya y Yoel Romero en UFC 248 el 7 de marzo de 2020, sin embargo, el 14 de febrero de 2020, Cannonier anunció que había sufrido un desgarro del músculo pectoral y espera estar fuera de acción durante seis meses.
Cannonier se enfrentó a Robert Whittaker el 24 de octubre de 2020 en UFC 254. Cannonier perdió la pelea por decisión unánime. Después de la pelea, Cannonier reveló en una publicación de Instagram que sufrió una fractura en el brazo por una patada que Whittaker le propinó en el primer asalto.

#### 2021
Cannonier estaba programado para enfrentarse a Paulo Costa el 21 de agosto de 2021 en UFC on ESPN: Cannonier vs. Gastelum. Sin embargo, el 4 de junio, Costa se retiró del combate por razones desconocidas. Más tarde, Costa afirmó que nunca firmó el acuerdo de combate y que había problemas con su pago, aunque no confirmó que fueran el motivo de su retirada. Más tarde se confirmó que Kelvin Gastelum sustituyó a Costa. Cannonier ganó el combate por decisión unánime.

#### 2022
Como primera pelea de su nuevo contrato de seis peleas, Cannonier estaba programado para enfrentarse a Derek Brunson el 22 de enero de 2022 en UFC 270. Sin embargo, por razones no reveladas, la pelea se trasladó a UFC 271 el 12 de febrero de 2022. Ganó la pelea por nocaut en la segunda ronda. La victoria le valió el premio a la Actuación de la noche.
Cannonier enfrentó a Israel Adesanya por el Campeonato de Peso Mediano de  UFC el 2 de julio de 2022 en UFC 276. Perdió la pelea por decisión unánime.
Cannonier estaba programado para enfrentar a Sean Strickland el 15 de octubre de 2022 en UFC Fight Night 212. Sin embargo, la pelea fue descartada después de que Strickland se retirara debido a una infección en el dedo.  El par fue reprogramada para UFC Fight Night 216 el 17 de diciembre de 2022. Cannonier ganó la pelea por decisión dividida.

#### 2023
Cannonier enfrentó a Marvin Vettori el 17 de junio de 2023 en UFC on ESPN 47. Cannonier ganó la pelea por decisión unánime, estableciendo en el proceso el récord de golpes más significativos en una pelea en la historia del peso mediano de UFC con 241 golpes significativos. La victoria también le valió a Cannonier su segundo premio extra de Pelea de la Noche.
Cannonier estaba programado para enfrentarse a Roman Dolidze el 2 de diciembre de 2023 en UFC on ESPN 52. Sin embargo, sufrió un desgarro del ligamento colateral medial en octubre durante el entrenamiento y fue retirado de la pelea.

#### 2024
Cannonier enfrentó a Nassourdine Imavov el 8 de junio de 2024, en el evento principal de UFC on ESPN 57.  Perdió la pelea por nocaut técnico en el cuarto asalto.

## Vida personal
Antes de embarcarse en una carrera de artes marciales mixtas, Cannonier sirvió en el Ejército de los Estados Unidos. Después de tres años de servicio, fue dado de baja del ejército debido a que dio positivo en una prueba de marihuana, y trabajó como controlador de tráfico aéreo en Alaska hasta que firmó con la UFC.

## Campeonatos y logros
- Ultimate Fighting Championship
  - Pelea de la Noche (dos veces) vs. Ion Cuțelaba y Marvin Vettori[10][52]
  - Actuación de la Noche (cuatro veces) vs. Cyril Asker, David Branch, Jack Hermansson, y Derek Brunson[10][25][44]
  - Los strikes más significativos aterrizaron en una pelea en la historia de la división de peso mediano de UFC (+241 vs Marvin Vettori)[58]
  - El cuarto strike más significativo en una pelea en la historia de UFC (+241 vs Marvin Vettori)[59]

- Alaska Fighting Championship
  - Campeón de peso pesado de AFC (una vez)

## Récord en artes marciales mixtas
| Resultado | Récord | Oponente           | Método                      | Evento                                               | Fecha                    | Ronda | Tiempo | Localización         | Notas                                            |
| --------- | ------ | ------------------ | --------------------------- | ---------------------------------------------------- | ------------------------ | ----- | ------ | -------------------- | ------------------------------------------------ |
| Derrota   | 18–9   | Michael Page       | Decisión (unánime)          | UFC 319                                              | 16 de agosto de 2025     | 3     | 5:00   | Chicago, Illinois    |                                                  |
| Victoria  | 18-8   | Gregory Rodrigues  | TKO (golpes)                | UFC Fight Night: Cannonier vs. Rodrigues             | 15 de febrero de 2025    | 4     | 0:21   | Las Vegas, Nevada    | Pelea de la Noche.                               |
| Derrota   | 17-8   | Caio Borralho      | Decisión (unánime)          | UFC on ESPN: Cannonier vs. Borralho                  | 24 de agosto de 2024     | 5     | 5:00   | Las Vegas, Nevada    | Pelea de la Noche.                               |
| Derrota   | 17-7   | Nassourdine Imavov | TKO (golpes)                | UFC on ESPN: Cannonier vs. Imavov                    | 8 de junio de 2024       | 4     | 1:34   | Louisville, Kentucky |                                                  |
| Victoria  | 17-6   | Marvin Vettori     | Decisión (unánime)          | UFC on ESPN: Vettori vs. Cannonier                   | 17 de junio de 2023      | 5     | 5:00   | Las Vegas, Nevada    | Pelea de la noche.                               |
| Victoria  | 16-6   | Sean Strickland    | Decisión (dividida)         | UFC Fight Night: Cannonier vs. Strickland            | 17 de diciembre de 2022  | 5     | 5:00   | Las Vegas, Nevada    |                                                  |
| Derrota   | 15-6   | Israel Adesanya    | Decisión (unánime)          | UFC 276                                              | 2 de julio de 2022       | 5     | 5:00   | Las Vegas, Nevada    | Por el Campeonato de Peso Mediano de UFC.        |
| Victoria  | 15-5   | Derek Brunson      | KO (puñetazos y codazos)    | UFC 271                                              | 12 de febrero de 2022    | 2     | 4:29   | Houston, Texas       | Actuación de la noche.                           |
| Victoria  | 14-5   | Kelvin Gastelum    | Decisión (unánime)          | UFC on ESPN: Cannonier vs. Gastelum                  | 21 de agosto de 2021     | 5     | 5:00   | Las Vegas, Nevada    |                                                  |
| Derrota   | 13-5   | Robert Whittaker   | Decisión (unánime)          | UFC 254                                              | 24 de octubre de 2020    | 3     | 5:00   | Abu Dabi             |                                                  |
| Victoria  | 13–4   | Jack Hermansson    | TKO (golpes)                | UFC Fight Night: Hermansson vs. Cannonier            | 28 de septiembre de 2019 | 2     | 0:27   | Copenhague           | Actuación de la Noche.                           |
| Victoria  | 12–4   | Anderson Silva     | TKO (patada en la pierna)   | UFC 237                                              | 11 de mayo de 2019       | 1     | 4:47   | Río de Janeiro       | Actuación de la Noche.                           |
| Victoria  | 11–4   | David Branch       | TKO (golpes)                | UFC 230                                              | 3 de noviembre de 2018   | 2     | 0:39   | Nueva York           | Debut en el peso mediano. Actuación de la Noche. |
| Derrota   | 10–4   | Dominick Reyes     | TKO (golpes)                | UFC Fight Night: Maia vs. Usman                      | 19 de mayo de 2018       | 1     | 2:55   | Santiago de Chile    |                                                  |
| Derrota   | 10–3   | Jan Błachowicz     | Decisión (unánime)          | UFC on Fox: Lawler vs. dos Anjos                     | 16 de diciembre de 2017  | 3     | 5:00   | Winnipeg, Manitoba   |                                                  |
| Victoria  | 10–2   | Nick Roehrick      | TKO (codazos)               | The Ultimate Fighter: Redemption Finale              | 7 de julio de 2017       | 3     | 2:08   | Las Vegas, Nevada    |                                                  |
| Derrota   | 9–2    | Glover Teixeira    | Decisión (unánime)          | UFC 208                                              | 11 de febrero de 2017    | 3     | 5:00   | Brooklyn, Nueva York |                                                  |
| Victoria  | 9–1    | Ion Cuțelaba       | Decisión (unánime)          | The Ultimate Fighter: Tournament of Champions Finale | 3 de diciembre de 2016   | 3     | 5:00   | Las Vegas, Nevada    | Debut en el peso semipesado. Pelea de la Noche.  |
| Victoria  | 8–1    | Cyril Asker        | KO (golpes y codazos)       | UFC Fight Night: Rothwell vs. dos Santos             | 10 de abril de 2016      | 1     | 2:44   | Zagreb               | Actuación de la Noche.                           |
| Derrota   | 7–1    | Shawn Jordan       | KO (golpes)                 | UFC 182                                              | 3 de enero de 2015       | 1     | 2:57   | Las Vegas, Nevada    |                                                  |
| Victoria  | 7–0    | Tony Lopez         | Decisión (dividida)         | Alaska Fighting Championship 104                     | 22 de enero de 2014      | 5     | 5:00   | Anchorage, Alaska    |                                                  |
| Victoria  | 6–0    | Jermaine Haughton  | TKO (golpes)                | Alaska Fighting Championship 102                     | 16 de octubre de 2013    | 1     | 1:50   | Anchorage, Alaska    |                                                  |
| Victoria  | 5–0    | Stephen Waalkes    | Sumisión (rear-naked choke) | AK Entertainment: Tuesday Night Fights               | 30 de abril de 2013      | 2     | 2:02   | Wasilla, Alaska      |                                                  |
| Victoria  | 4–0    | Joshua Ofiu        | TKO (golpes)                | Alaska Fighting Championship 97                      | 13 de febrero de 2013    | 1     | 2:56   | Anchorage, Alaska    |                                                  |
| Victoria  | 3–0    | Matt Herringshaw   | Sumisión (golpes)           | Alaska Cage Fighting: Tribute to Veterans            | 28 de octubre de 2011    | 1     | 0:29   | Fairbanks, Alaska    |                                                  |
| Victoria  | 2–0    | Jason Coomes       | Sumisión (armbar)           | Alaska Fighting Championship 97                      | 12 de octubre de 2011    | 1     | 0:46   | Anchorage, Alaska    |                                                  |
| Victoria  | 1–0    | Alton Prince       | TKO (golpes)                | Midnight Sun Mayhem 1                                | 19 de junio de 2011      | 1     | N/A    | Fairbanks, Alaska    |                                                  |

## Peleas en Pay-per-view
| N.º | Evento  | Pelea                  | Fecha              | Sede           | Ciudad                            | Compras de PPV |
| --- | ------- | ---------------------- | ------------------ | -------------- | --------------------------------- | -------------- |
| 1.  | UFC 276 | Adesanya vs. Cannonier | 2 de julio de 2022 | T-Mobile Arena | Las Vegas, Nevada, Estados Unidos | No revelado    |